# Xylopia multiflora
Xylopia multiflora este o specie de plante angiosperme din genul Xylopia, familia Annonaceae, descrisă de Robert Elias Fries. Conform Catalogue of Life specia Xylopia multiflora nu are subspecii cunoscute.